# Naked Came the Stranger
Le livre Naked Came the Stranger, paru en 1969, et traduit en français sous le titre L'étrangère est arrivée nue, est un canular littéraire dû à plusieurs journalistes d'importance. En 2004, plus de 400 000 exemplaires du livre avaient été vendus.

## Le canular
Mike McGrady (en), éditorialiste à Newsday, était persuadé que la culture littéraire populaire était devenue si pauvre aux États-Unis que même un ouvrage écrit à la va-vite et sans aucune qualité littéraire se vendrait bien, pour peu qu'il contînt suffisamment de sexe. Afin de mettre à l'épreuve sa théorie, McGrady recruta plusieurs collaborateurs au journal (cinq femmes et dix-neuf hommes, soit 24 auteurs en tout) pour qu'ils élaborent un roman au caractère sexuel explicite, sans aucune valeur littéraire ou sociale, quelle qu'elle soit. Parmi eux, on trouvait McGrady, John Cummings, Harvey Aronson, Gene Goltz, Bill McIlwain, Robert Wiemer, George Vecsey et Robert Greene (en).
Le groupe rédigea délibérément de manière incohérente et médiocre, chaque chapitre étant de la plume d'un auteur différent. Certains d'entre eux durent être réécrits car ils étaient de trop bonne qualité. Le livre fut publié sous le nom de plume de Penelope Ashe, qui fut interprétée par la belle-sœur de McGrady pour les photographies et les rencontres avec les éditeurs.

## L'intrigue
Gillian et William Blake sont les animateurs d'une émission radiophonique populaire, The Billy & Gilly Show, où ils incarnent le couple parfait. Lorsque Gillian découvre que son mari la trompe, elle décide de le tromper avec divers hommes vivant dans leur voisinage, sur Long Island. La majeure partie du livre se compose de tableaux décrivant les aventures de Gilly avec ses amants, du rabbin progressiste au crooner mafieux.

## Réception
Le livre fut un grand succès, confirmant les attentes cyniques de McGrady. Comme les ventes continuaient d'augmenter, beaucoup parmi les auteurs se sentirent coupables de gagner autant d'argent, et ils éventèrent le canular. Ils se confessèrent sur le plateau du David Frost Show : après avoir été annoncés comme « Penelope Ashe », ils s'avancèrent en file indienne, tandis que l'orchestre jouait la chanson A Pretty Girl Is Like a Melody (en).
Le livre passa finalement 13 semaines dans la liste des best-sellers du New York Times, mais à ce moment-là, son origine était devenue publique. Il est difficile de déterminer à quel point le succès du livre dépendait de son contenu ou de la publicité faite autour de son origine. Des traductions furent publiées dans d'autres pays ; la française, aux éditions de la Pensée moderne, reprenait exactement la couverture de l'édition originale.
Par la suite, on proposa à McGrady et ses collaborateurs d'écrire une suite, ce qu'ils refusèrent. En 1970, McGrady publia Stranger Than Naked, or How to Write Dirty Books for Fun and Profit, qui racontait l'histoire du canular.
En 1975, le roman a été adapté en film pornographique par Radley Metzger.
Divers livres écrits à plusieurs mains ont des titres faisant référence à Naked Came the Stranger : Naked Came the Manatee (écrit par plusieurs auteurs de Floride), Atlanta Nights (écrit par plusieurs auteurs de science-fiction ; son titre de travail était Naked Came the Badfic) ou Naked Came the Phoenix (écrit par plusieurs femmes).
En 2004, Barricade Books (en), l'éditeur du livre, indique que plus de 400 000 exemplaires ont été vendus.